# Roger Chapman

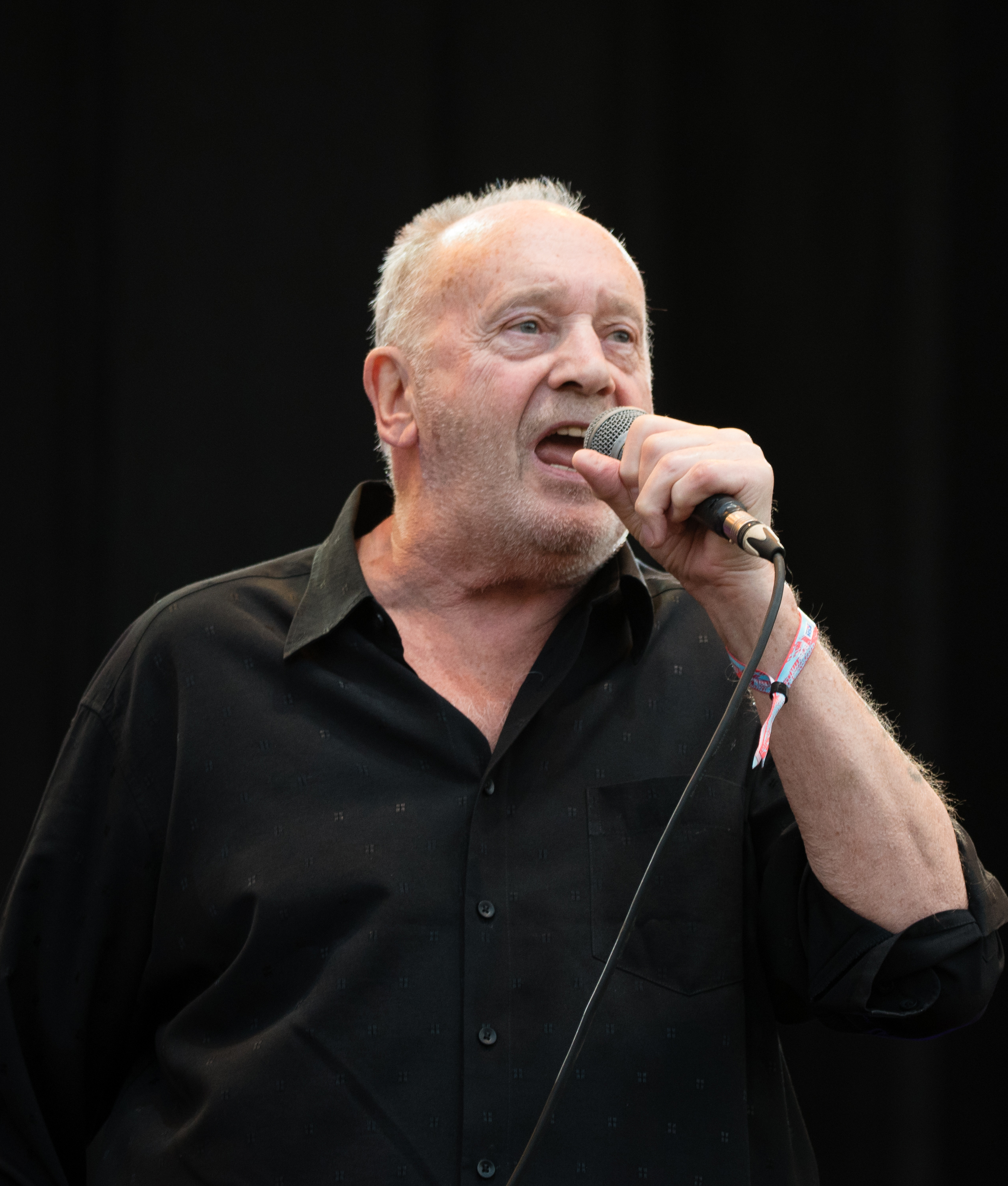
Roger Chapman beim Werner Rennen 2018

Roger Maxwell „Chappo“ Chapman (* 8. April 1942 in Leicester, England) ist ein britischer Rocksänger, der zunächst als Sänger der Progressive-Rock-Band Family bekannt wurde. Er arbeitete im Laufe seiner Musikerkarriere mit vielen international renommierten Stars zusammen, wie Mike Oldfield, Box of Frogs, Mike Batt, John Wetton und Alvin Lee. Seit 1979 ist Chapman erfolgreich als Solist tätig. Auffällig ist sein Vibrato in der Stimme, das zu seinem Markenzeichen wurde.
Er beeinflusste andere Sänger wie Peter Gabriel.
Chapman spielt auch Mundharmonika und Saxophon.

## Leben
Roger Maxwell Chapman wurde schon seit frühster Kindheit von seinen Freunden und später von seinen Fans „Chappo“ genannt. Er wuchs in Leicester unter ärmlichen Verhältnissen auf, wurde nach seinen Angaben hin und her geschoben, zeitweise in Heimen untergebracht und schließlich von seinen Großeltern aufgezogen.

„My upbringing was very, very poor. No home life at all.

I was shunted around from place to place and raised by my grandparents.“

In Leicester besuchte er die All Saints Junior Primary School und die Ellis Intermediate Boys School zusammen mit seinem späteren Bandkollegen und Schlagzeuger Rob Townsend. Mit 15 Jahren begann er eine Ausbildung als Maler und Dekorateur, die er nach kurzer Zeit wieder abbrach, versuchte sich als Stahlbetonbauer (Steel Fixer), wo er ebenfalls nach kurzer Zeit entlassen wurde. Grundsätzlich, so Chapman, habe er Schwierigkeiten gehabt, Vorgesetzte als Autoritäten zu akzeptieren. Aus dieser Zeit stamme auch sein LOVE und HATE Tattoo auf seinen Fingerknöcheln. Er habe außerdem einen schlechten Ruf in seinem Wohnviertel gehabt. Sein Verhalten änderte sich erst nach der Genesung eines Halswirbelbruchs, den er sich mit 18 Jahren bei einem schweren Autounfall zuzog. Bis er Profimusiker wurde, hielt er sich als Fabrikarbeiter und anderen einfachen Jobs über Wasser. 1961 mit 19 Jahren heiratete er seine 17-jährige schwangere Freundin und wurde ein paar Monate später Vater. Die Ehe hielt bis 1962.

## Musikkarriere mit Family und Streetwalkers

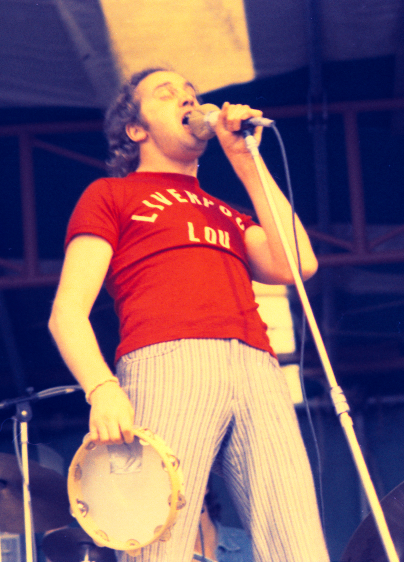
Roger Chapman 1974

1958, im Alter von 15 Jahren, versuchte sich Chapman mit Freunden als Straßenmusiker und nahm an verschiedenen Song Contests teil. Sie spielten Lieder von The Coasters, Fats Domino und Jerry Lee Lewis und nannten sich The Searchers. Die nächsten Jahre schloss er sich The Rocking R's an, welche Ray Charles interpretierten. Obwohl Chapman keine Karriere als Musikprofi anstrebte, begann sie schließlich doch, als er Sänger der Band The Farinas wurde, die Vorläuferin von Family. Die damalige Besetzung, der Chapman sich 1966 anschloss, bestand aus John 'Charlie' Whitney (Gitarre), Harry Overnall (Schlagzeug), Jim King (Gesang, Saxofon, Mundharmonika) und Ric Grech (Bass, Violine). Sie trugen in der ersten Zeit bei ihren Auftritten, auf Anraten des Musikmanagers Reg Calvert, Zweireiher Anzüge und Hüte. Der amerikanische Plattenproduzent Kim Fowley besuchte eines ihrer Konzerte und empfand, dass sie wie Mafiosi aussahen und sich daher in Family (eng. für Familie) umbenennen sollten, ein Synonym für Mafia. Mit Family wurde Chapman als Sänger international bekannt. Die Band veröffentlichte bis zu ihrer Auflösung 1973 sieben erfolgreiche Alben. Alle Longplayer schafften in Großbritannien hohe Chartplatzierungen, davon drei Top-10-Alben (Family Entertainment, 1969, Platz 6; A Song for Me, 1970, Platz 4; Anyway, 1970, Platz 7). In den USA war ihnen der große Durchbruch nach einer enttäuschenden US-Tour 1969 allerdings nicht vergönnt und sie verloren obendrein ihren Bassisten Ric Grech, der zu Blind Faith wechselte. Grech wurde während der Tour durch John Weider ersetzt. Family schafften jedoch zwei Billboard-200-Chartplatzierungen mit Fearless (1971 – Platz 177) und Bandstand (1972 – Platz 183). Nach dem Ende der Band gründete Chapman 1974 mit seinem verbliebenen Bandkollegen Charlie Whitney die Band Streetwalkers, die mit unterschiedlichen Besetzungen schließlich aus finanziellen Gründen und Missmanagement 1977 zerbrach. Es zerbrach auch endgültig die elfjährige musikalische Zusammenarbeit zwischen Whitney und Chapman. Sie blieben dennoch Freunde.

## Solokarriere
Chapman hatte schließlich die „Schnauze voll“ (orig. engl.: pissed off) in einer Band zu spielen, ständig Kompromisse einzugehen und unter Druck und Zeitmangel Alben zu produzieren. 1979 brachte Chapman sein erstes Soloalbum mit dem Titel Chappo heraus, was von seinen Fans positiv aufgenommen wurde. Verschiedene Titel dieses Albums wie Moth to a Flame oder Who Pulled the Nite Down blieben feste Bestandteile seiner Live-Auftritte. Eine anschließende Tour durch Großbritannien 1979 wurde von den Fans und der Presse gelobt. Chapman sei mit seinem Rock-R&B Mix überzeugender denn je und das auf dem Höhepunkt der englischen Punkbewegung. Währenddessen veröffentlichte er die Single Let's Spend the Night Together vom Album Live in Hamburg (1979), eine Coverversion der Rolling Stones. Obwohl von der Kritik positiv aufgenommen, konnte sie sich nicht in den deutschen Charts platzieren, in Großbritannien dagegen wurde der Song regelmäßig im Radio gespielt. Chapman produzierte seine Soloalben mit der Band The Shortlist und ging mit ihnen als Begleitband auf Tour („It’s only an album/tour band, that’s how it’s gonna be.“). Die Band wurde zusammengestellt von Chapmans langjährigen Freund und Streetwalkers-Keyboarder Tim Hinkley und bestand aus ständig wechselnden Musikern, der Gitarrist Whitehorn blieb Chapman als Studio- und Tour-Musiker bis 1986 treu.

## Zusammenarbeit mit weiteren Künstlern
Im gleichen Jahr kam es zur Zusammenarbeit mit Mike Batt. Auf dem Album Mike Batt & Friends – Tarot Suite (1979) sang Chapman die Titel Imbecile und Run Like the Wind mit Rory Gallagher an der Gitarre. Letzterer Titel wurde am 3. August 1979 veröffentlicht und konnte sich international mit unterschiedlichen Platzierungen in die Charts spielen. Chapman nahm 1981 und 1983 mit den Riff Burglars zwei Alben auf, The Riff Burgler Album – The Funny Cider Session – Vol. 1 (1982) und The Riffburglars – Swag (1983). Die Alben sind dem Blues-Rock und Rock ’n’ Roll zuzuordnen. Sie enthielten neu interpretierte Coverversionen klassischer Rock-Songs, aber auch die Eigenkompositionen Big Roll Daddy (Chapman/Seals), was unter anderem von Chapmans Musikidol Jerry Lee Lewis gecovert wurde und Chapman mit Stolz erfüllte. Die Riff Burglars bestanden aus Musikern, die teilweise in renommierten Bands spielten, wie Boz Burrell am Bass (Streetwalkers, King Crimson und Gründungsmitglied von Bad Company), der Saxophonist Nick Pentelow (Wizzard), aber auch der Shortlist Gitarrist Geoff Whitehorn (u. a. für Paul Rodgers, Manfred Mann’s Earth Band). Chapman sang bei den Riff Burglers unter seinem Pseudonym Sonny Spider.
1983 kam es zur Zusammenarbeit mit Mike Oldfield an dessen Album Crises. Oldfield beauftragte einen Freund, Chapman in seiner Stammkneipe anzusprechen, ob er nicht Lust hätte einen Song für sein neues Album einzusingen. Chapman habe lapidar zugesagt „klar, das könne man machen“. Im Studio zeigte sich, dass Oldfield bestimmte Vorstellungen von dem Song Shadow on the Wall hatte, jedoch unzufrieden mit den Ergebnissen war und ihn immer wieder einsingen ließ, bis Chapman sich schließlich beschwerte. Shadow on the Wall wurde mit Ausnahme von Großbritannien (Peak Position 95) europaweit ein Top-10-Hit. Besonders jedoch im deutschsprachigen Raum, wo er in Deutschland Platz 3 belegte, Platz 1 in Österreich und Platz 4 in der Schweiz. Trotz des Erfolges kam es zu keiner weiteren Zusammenarbeit zwischen Mike Oldfield und Roger Chapman. Man habe den Song aufgenommen, ein paar Fernsehauftritte absolviert und das war’s, so Chapman im Interview mit Tommy Millhome (2007). Sie seien nie Busenfreunde gewesen. Mike Oldfield habe sich einmal, vor seiner Solokarriere, bei Family als Bassist beworben und sei damals nicht genommen worden. Das habe er ihm bis heute übelgenommen.
Die Band Box of Frogs entstand durch den Zusammenschluss der drei ehemaligen Yardbirds-Musiker Chris Dreja, Paul Samwell-Smith und Jim McCarty mit John Fiddler als Frontmann. Chapman sang auf deren Album Strange Land (1986), was mit hochkarätiger Besetzung (Steve Hackett, Jimmy Page, Rory Gallagher) eingespielt wurde, die Neufassung der Yardbirds-Single Heart Full of Soul und den Albumtitel Strange Land.
Weiter arbeitete er auch mit dem Blues-Gitarristen Rainer Baumann zusammen und sang zwei Stücke auf dessen Album Adorig Jimmy Reed (1982). Mit dem Wiener Jazzmusiker Karl Ratzer nahm Chapman den Song The Lucky Man Blues (1995) auf und ist auf dem All-Star-Band-Album SAS Band (1998) zu hören. Dort teilt er sich auf dem Stück Thats the Way God Planned It den Gesang mit Chris Thompson (Manfred Mann’s Earth Band) und Roger Taylor (Queen).

## Die 1980er Jahre
Die 1980er Jahre waren die kommerziell erfolgreichsten Jahre für Roger Chapman. Die beiden Alben Mail Order Magic (1980) und Hyenas Only Laugh for Fun (1981) mit dem ehemaligen Family- und King-Crimson-Mitglied John Wetton am Bass wurden von den Fans und Kritikern positiv aufgenommen, erreichten aber keine Top-100-Chartplatzierungen. Chapman wurde jedoch 1982 mit einem deutschen Musikpreis als bester „nicht-deutsch-sprachiger Sänger“ ausgezeichnet und das Album Hyenas Only Laugh for Fun zum Rock-Album des Jahres gekürt.
Am 18. Oktober 1981 morgens um 2:00 Uhr hatte Roger Chapman & The Shortlist einen Auftritt in der 9. Rockpalast Nacht. Das Konzert wurde europaweit in 14 Länder zeitgleich in Radio und Fernsehen live übertragen und erreichte 25 Millionen Zuschauer, was Chapman europaweit bekannt machte und ihm endgültig zum Durchbruch verhalf.
Die Alben Mango Crazy (1983), The Shadow Knows (1984), Zipper (1986) und Walking the Cat (1989) kamen beim Publikum gut an und hielten sich wochenlang in den deutschen Charts. Auch bei diesen Alben setzte Chapman nicht nur auf seine Begleitband The Shortlist, sondern arbeitete mit den international bekannten Rockmusikern Alvin Lee (Gitarre, Ten Years After) und Mick Rogers (Gitarre, Manfred Mann’s Earth Band) zusammen. Das Album The Shadow Knows enthielt zudem die Single How How How. Sie hielt sich sieben Wochen in den Charts mit der höchsten Platzierung auf Rang 48. Sie blieb seine einzige selbstveröffentlichte Single in den Top-100-Single-Charts. In Großbritannien, wo Roger Chapman seit seiner Zeit mit Family als Rock-Ikone betrachtet wurde, konnten sich keine seiner Alben und Singles platzieren.
Nach der Produktion Zipper trennte sich Chapman von seinem Gitarristen Whitehorn, da ihm zuletzt seine Alben zu sehr nach Metal klangen, er jedoch den R&B vorzog. „I’m not blaming Geoff for anything, but I’m more into the R&B, even Country end of things, but not the heavier side of Rock ‘n’ Roll…“ „…but not Metal…“ – (Chapman)

## Die 1990er Jahre bis heute

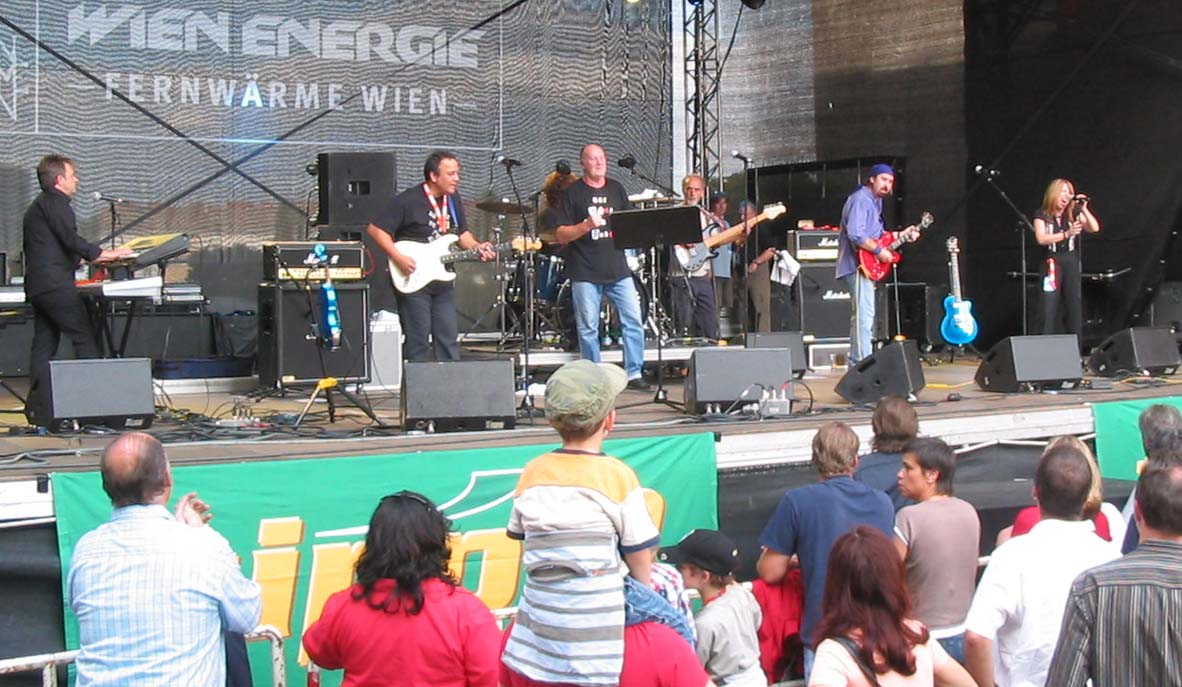
Roger Chapman & The Shortlist (Vienna Jazz Festival, 2007)

Chapman brachte bis 2021 acht weitere Tonträger heraus, so dass er in seiner Solokarriere 15 Studioalben mit wechselnden Besetzungen seiner Begleitband The Shortlist veröffentlichte. Seine vierzehnte Veröffentlichung Hide Go Seek (2009) ist ein Doppelalbum. 25 Songs dieses Albums waren bis dato unveröffentlichte Aufnahmen aus den verschiedensten Jahrzehnten seiner Karriere und wurden klangtechnisch aufgearbeitet. Einige Titel waren jedoch Alternativversionen bereits veröffentlichter Songs. Chapmans Album Peaceology (2014) ist im Grunde genommen eine Neuauflage bzw. Neuabmischung seines dreizehnten Albums One More Time for Peace (2007) mit einigen zusätzlichen Songs und mit veränderter Trackliste. One More Time for Peace war bis 2021 sein letztes komplett neu eingespieltes Album. Es ist deutlich ruhiger als alle seine Vorgänger, vermutlich auch seinem Alter geschuldet. Chapman wirkte nachdenklicher in Interviews. Der Song Oh Brother, Take Me! erinnere ihn an sein Alter und dass auch er eines Tages sterben müsse. Der letzte Titel auf beiden Veröffentlichungen aus 2007 und 2014 ist das traditionelle Lied Jerusalem, auch bekannt als Hymne Jerusalem mit einem Text von William Blake, welches er bei einer kirchlichen Hochzeit gehört hatte. Obwohl er nicht an Gott glaube, habe ihn das Lied emotional berührt und es passend für sein Album One More Time for Peace gefunden. Der Song sei im Besonderen auch für seinen heranwachsenden Sohn gedacht, so Chapman 2007 in einem Interview mit dem Domradio.
Im Juni 2021 brachte Chapman zur Überraschung vieler 14 Jahre nach One More Time for Peace (2007) ein komplett neu eingespieltes Album mit dem Titel Life In The Pond heraus. […] Ich habe mit dem Schreiben nie aufgehört […] Mit Life In The Pond bin ich nach langer Zeit wieder meinem Wunsch nachgegangen, meine Worte zu vertonen. […] (Chapman, 2021) Für die Produktion tat sich Chapman mit seinen alten Weggefährten Poli Palmer (Family, Streetwalkers) und seinem langjährigen Shortlistgitarristen Geoff Whitehorn zusammen. Von Musikkritikern bekommt das Album gemischte Kritiken. Thomas Zimmer von Rocks beurteilt die Produktion durchweg als „rockig“ und manchmal „hypnotisch“. Es sei jedoch eine „zahnlose“ Produktion und Chapmans Stimme erreiche nicht mehr die alte Stärke. Für Christian Schmid vom Musikatlas ist diese Veröffentlichung eine „Lehrstunde in Sachen musikalischer Exzellenz, zeitlos und spannend all the way!“
Chapman und The Shortlist touren seit den 1980er Jahren häufig und überwiegend in Deutschland, gelegentlich auch in Großbritannien, Niederlande, Österreich und Frankreich. Auf der Bühne präsentiert er sich bis heute stimmgewaltig. Drogen und Alkoholexzesse gehören der Vergangenheit an. Seine Bühnenpräsenz ist jedoch in den letzten Jahren geringer geworden. Unter anderem, weil Chapman nach 40 Jahren seine Stimme bis an die Grenze und darüber belastet hatte und lange an einer schweren Kehlkopfentzündung laborierte. Bereits 2013 habe Chapman immer wieder ans Aufhören gedacht, aber er genieße immer noch seine Auftritte. 2013 gab es schließlich mehrere Reunion-Konzerte mit Family in der Besetzung Roger Chapman, Rob Townsend, Poli Palmer und Jim Cregan sowie einiger Gastmusiker. 2015 bis 2020 trat er mit deutlich reduzierter Frequenz, aber regelmäßig auf. Sein bisher letztes Konzert gab Chapman am 4. Februar 2020 in Leicester.

## Chapmans Stimme, Songwriting und Musikstil
Chapmans raue, rauchige Stimme mit einem deutlichen Vibrato ist markant und einzigartig in der Musikwelt. Songs werden von ihm oft schreiend gesungen, bei Balladen entsprechend ruhig mit heiserer Stimme vorgetragen. Er sei sich dieser Besonderheit in den ersten Jahren seiner Musikkarriere nicht bewusst gewesen. Irgendwann bei der Family-Produktion Music in a Doll's House (1968) habe der Produzent ihm zu verstehen gegeben, dass er eine merkwürdige Stimme habe („[He] gave me the impression there was something odd about my voice“ – Chapman, 1994). Er habe damals allerdings nicht gewusst, wie er es deuten solle. 2017 dagegen sagte Chapman über seine Stimme selbstbewusst „I’m not Joe Cocker, I’m not Sting, I’m not this, I’m not that, I just sound like me.“ Chapman habe nie Gesangsunterricht genommen, jedoch Tenorsaxophon und Harmonika bei professionellen Spielern gelernt. Seine Songs schreibe er ohne Musikinstrumente und früher oft „aus dem Bauch heraus“ (engl. original: instinctive). Das stellte ihn am Anfang seines Songwriting vor große Probleme („… it was very difficult to write songs in that sense.“). Es bedeute ihm jedoch viel, als erfolgreicher Songwriter akzeptiert zu sein, und seine Ambitionen seien, kreativ zu bleiben. Chapmans Texte thematisieren sein eigenes Leben oft in kryptischer Weise. Musikalisch ist er im weitesten Sinne dem Rhythm and Blues (R&B) zuzuordnen, mit den entsprechenden Verbindungen zum Rock ’n’ Roll, Soul, Folk, Country, Jazz, Blues und Gospel.

## Privates Leben
In Interviews spricht Chapman nur spärlich über sein Familienleben. Er ist verheiratet mit Leone, die ihn gleichzeitig managt und hat einen Sohn. Er hat ein Faible für teure Autos, Scotch und Bier und lebt mit seiner Familie in Barnes, im Südwesten Londons. Im persönlichen Umgang wird er oft als energiegeladen und manchmal unberechenbar beschrieben, jedoch stecke hinter seinem Verhalten ein individuell freundlicher und gutmütiger Mensch. Musikerkollegen würden sich auf ihn einstellen und widerstanden in der Vergangenheit dem Druck der Plattenbosse, Chapmans Persönlichkeit ändern zu wollen. „They [music business] never stopped to manipulate [me] …“, so Chapmans Kommentar 2007. Rückblickend auf sein Musikerleben sagte er in einem anderen Interview: „Nun ich fühle mich wohl, habe ein schönes Haus, habe Millionen gemacht, aber auch viel Geld verloren.“ In der Fachwelt wird Roger Chapmans hohe Professionalität, Leidenschaft zur Rockmusik und Ausdauer hervorgehoben. Er sei jemand, der seine Fans wie Motten zum Licht anzieht („Moths to a Flame“).

## Diskografie (ohne Sampler)
Roger Chapman mit Family
Roger Chapman mit den Streetwalkers
Studioalben
- Chapman-Whitney – Streetwalkers (1974)
- Downtown Flyers (1975)
- Red Card (1976)
- Vicious But Fair (1977).

Livealben Streetwalkers (Auswahl)
- In Concert BBC (1975)
- Live Streetwakers (1977)

Roger Chapman mit den Riff Burglars
- The Riff Burglar Album – The Legendary Funny Cider Sessions – Vol. 1 (1982)
- The Riffburglars – Swag (1983)

Roger Chapmans Solo-Alben
- Chappo (1979)
- Mail Order Magic (1980)
- Hyenas Only Laugh for Fun (1981)
- Mango Crazy (1983)
- The Shadow Knows (1984)
- Zipper (1986)
- Techno Prisoners (1987)
- Walking the Cat (1989)
- Hybrid and Lowdown (1990)
- Under No Obligation (1992)
- Kiss My Soul (1996)
- Do I Leave a Stone Unturned? (1998)
- One More Time for Peace (2007)
- Hide Go Seek (2 CD, 2009)
- Peaceology (Ein Update von One More Time For Peace -2007) (2014)
- Life In The Pond (2021)

Livealben Roger Chapman (Auswahl)
- Live in Hamburg (1979)
- He Was, She Was, You Was, We Was (Live 2 CD, 1982)
- Live in Berlin (1989)
- In My Own Time (Live 2 CD, 1999)
- Rollin’ & Tumblin’ (2001)
- Roger Chapman, Live – Opera House, Newcastle 2002 (2003)
- Roger Chapman, Family and Friends (Komp. 5 CD + Buch, 2003)
- Chappo-The Loft Tapes, Volume 1: Manchester University 10.3.1979 Mystic (2006)
- Chappo-The Loft Tapes, Volume 2: Rostock 1983 Mystic (2006)
- Chappo-The Loft Tapes, Volume 3: London Dingwalls 15.4.1996 Mystic (2006)
- Chappo-The Loft Tapes, Volume 4: Live At Unca Po’s Hamburg 5.3.1982 Mystic (2006)
- Maybe The Last Time (Live, 2011)
- Live in Hamburg [Markthalle Hamburg 28.08.1979] (2014)

Singles (Auswahl)
- Run Like The Wind (Mike Batt and Friends feat. Roger Chapman) – 1979
- Imbecile (Mike Batt feat. Roger Chapman) – 1979
- Let’s Spend The Night Together – 1979
- Unknown Soldier (Can’t Get To Heaven) – 1980
- Shadow On The Wall (Mike Oldfield and Roger Chapman) – 1983
- Mango Crazy – 1983
- How How How – 1984
- Zipper – 1986
- Is There Anybody Out There? – 1990

Videoalben
- Roger Chapman and Friends (Live NewCastle 2002) (2003)
- Roger Chapman at Rockpalast (Live Hamburg 1979 & Essen 1981) (2004)